# Seiji Kaneko
Seiji Kaneko (Fukuoka, 27 mei 1980) is een Japans voetballer.

## Clubcarrière
Kaneko speelde tussen 1999 en 2011 voor Kashima Antlers, Vissel Kobe, Avispa Fukuoka, Nagoya Grampus Eight en Tampines Rovers. Hij tekende in 2012 bij Mitra Kukar.